# 心霊ドクターと消された記憶
『心霊ドクターと消された記憶』（しんれいドクターとけされたきおく、Backtrack）は、2015年のオーストラリアのミステリースリラー映画。マイケル・ペトローニが監督・脚本・製作を務めた。主演はエイドリアン・ブロディ。

## ストーリー
精神分析医のピーターは愛する娘を亡くした悲しみから未だ立ち直れずにいた。それでも徐々に患者の診療を受け始めていた頃、エリザベス・ヴァレンタインという少女が彼の前に現れ1枚のメモを残し去っていく。そのメモに書かれている数字が気になったピーターは独自に調査を開始するが、そこで彼は自身が診ている患者全員が23年前に彼の故郷で起きた列車事故で亡くなっているということを知る。またその調査をきっかけにピーターは自身の過去の記憶も曖昧なものに塗り替えられてしまっていることに気づく。記憶のカギが23年前の列車事故にあると確信したピーターは調査を進めるが、彼を持ち受けていたのは驚愕の真実だった。

## キャスト
※括弧内は日本語吹替
- ピーター・バウアー - エイドリアン・ブロディ（宮本充）
- ダンカン・スチュワート - サム・ニール（広瀬彰勇）
- バーバラ・ヘニング - ロビン・マクリーヴィー（英語版）（西村野歩子）
- フェリックス - ブルース・スペンス (佐瀬弘幸)
- キャロル・バウアー - ジェニー・ベアード（英語版）
- エリカ・ジョージ - アンナ・リース・フィリップス
- エリザベス・ヴァレンタイン - クロエ・ベイリス
- バリー - マルコム・ケナード（英語版）
- ウィリアム・バウアー - ジョージ・シェヴソフ（中博史）
- 少年期のピーター - ジェシー・ハイド
- 少年期のバリー - アレクサンダー・マクガイア (陣谷遥)
- イーヴィー - エマ・オファレル